# Nucetto
Nucetto (en français Noceil) est une commune italienne de la province de Coni, dans la région Piémont.

## Administration
| Période                                  | Période | Identité | Étiquette | Qualité |
| ---------------------------------------- | ------- | -------- | --------- | ------- |
|                                          |         |          |           |         |
| Les données manquantes sont à compléter. |         |          |           |         |

### Hameaux
Villa, Nicolini, Caramelli, Livrato, Cadirei, Roatta, Stra' veia

## Monuments et lieux d'intérêt

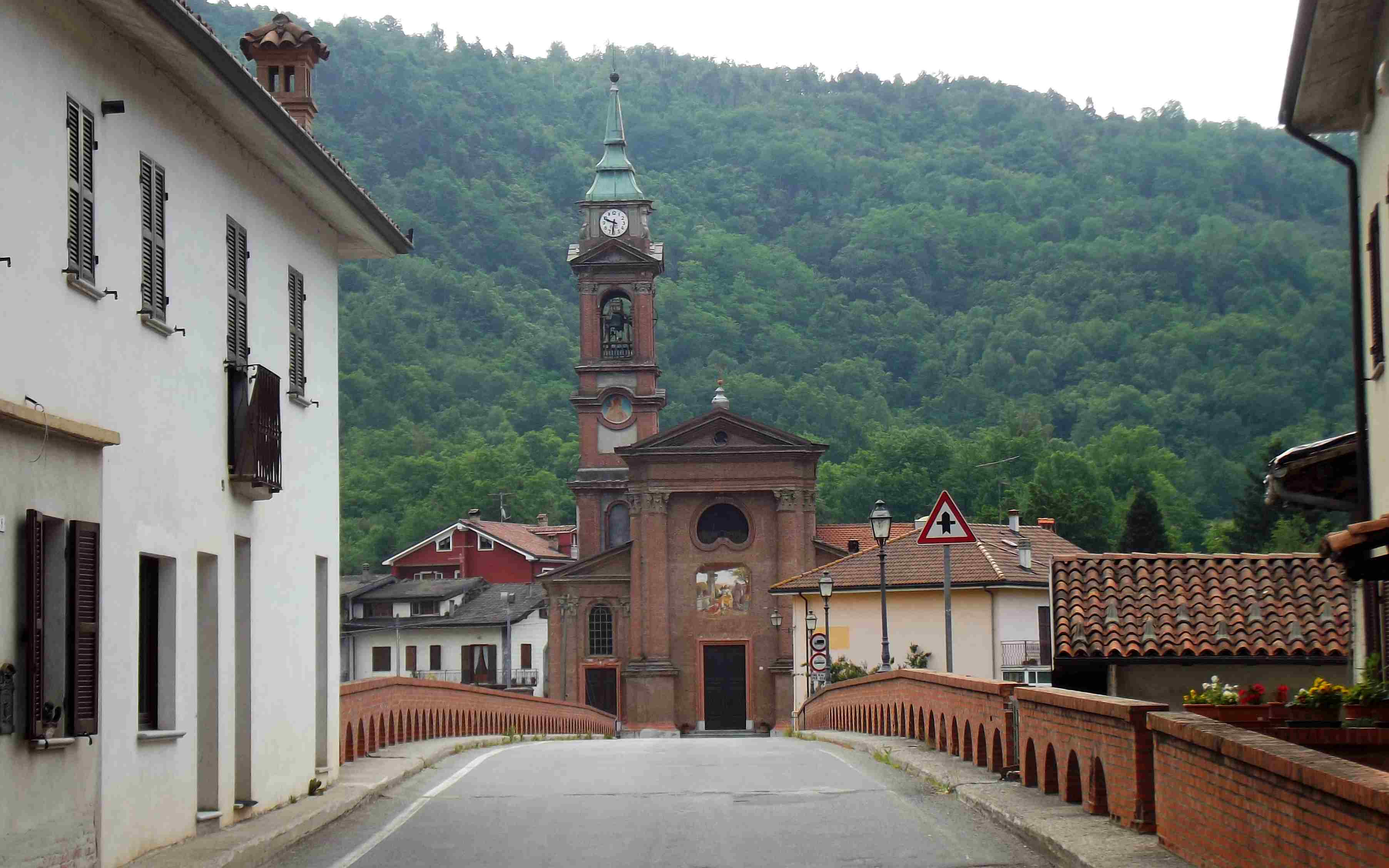
L'église paroissiale sur le pont sur le Tanaro.

- Castello : le noyau originel remonte au Xe siècle, mais a été presque entièrement détruit par les troupes du « comte vert » en 1414. Restauré par le Nucetto di Ceva qui l'avait repris, il sera offert par Giovanni di Ceva à la famille de Savoie qui l'inclura dans la  dot de mariage de  Beatrice de Savoie, reine du Portugal. Cette forteresse joua encore un rôle actif en 1794 et 1795 pendant les  Campagnes napoléoniennes, mais fut détruite avec les autres forts de la région par  Napoléon en 1802, car il constituait un danger pour sa domination sur la région. Aujourd'hui, il reste des vestiges impressionnants, visibles dans la localité de Villa.

### Communes limitrophes
Bagnasco, Battifollo, Ceva, Perlo.